# Comté de Tyler (Texas)
Pour les articles homonymes, voir Comté de Tyler.
Ne pas confondre avec la ville située dans le même État, Tyler.
Le comté de Tyler, en anglais : Tyler County, est un comté situé dans l'est de l'État du Texas aux États-Unis. Fondé le 3 avril 1846, son siège de comté est la ville de Woodville. Selon le recensement des États-Unis de 2020, sa population est de 19 798 habitants. Le comté a une superficie de 2 423,2 km2, dont 2 394,4 km2 en surfaces terrestres. Il est nommé en l'honneur de John Tyler, président des États-Unis.

## Organisation du comté
Le comté de Tyler est créé le 3 avril 1846, à partir des terres du comté de Liberty. Il est définitivement organisé et autonome, le 13 juillet 1846.
Il est baptisé en l'honneur de John Tyler, dixième président des États-Unis,.

## Géographie

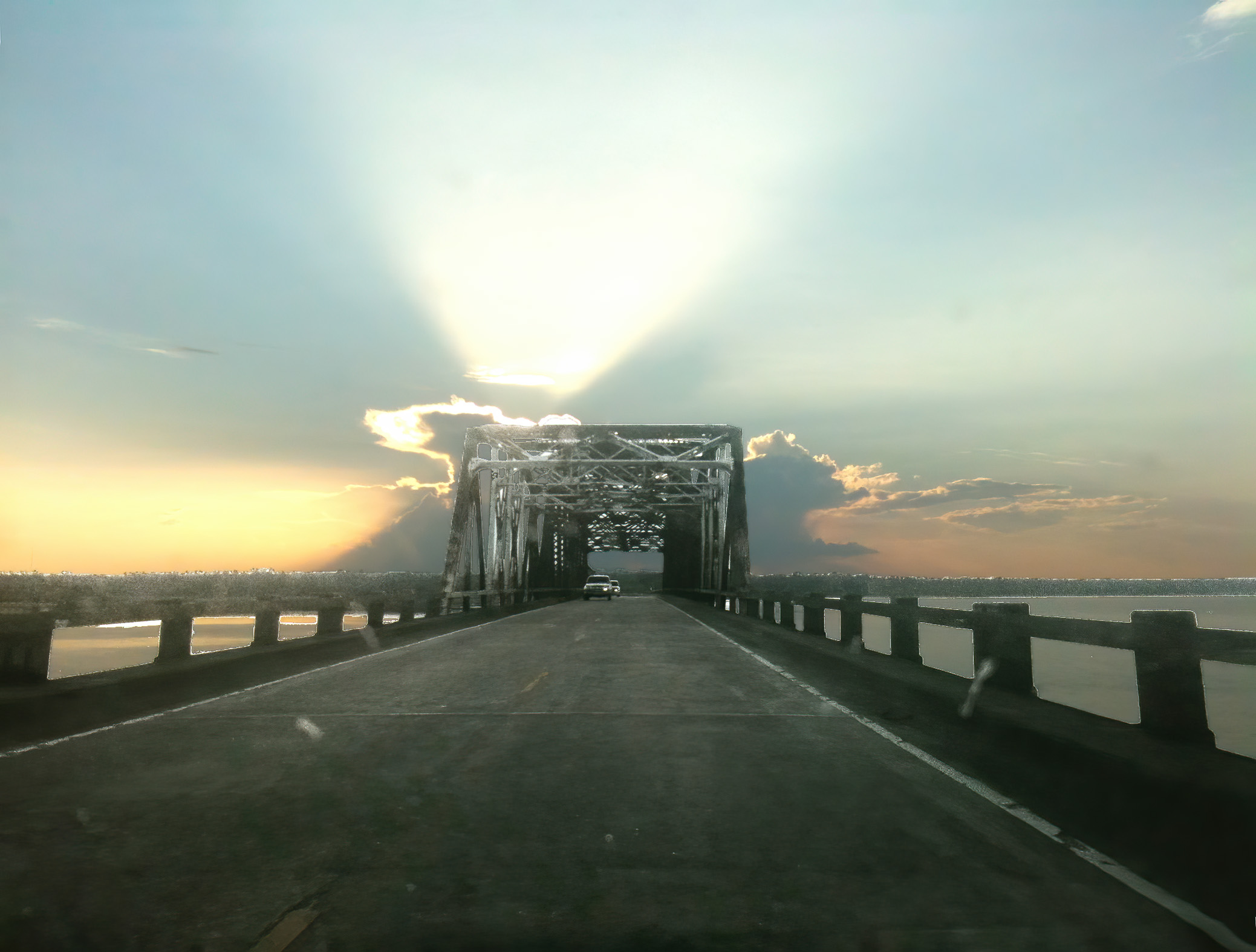
Le pont de l'U.S. Route 190 sur la rivière Neches, reliant les comtés de Tyler à Jasper.

Le comté de Tyler est situé à l'est de l'État du Texas, aux États-Unis,. Il est bordé, au nord-est et à l'est, par la rivière Neches, qui délimite la frontière avec les comtés adjacents.
Il a une superficie totale de 2 423,2 km2, composée de 2 394,4 km2 de terres et de 28,8 km2 de zones aquatiques.

## Comtés adjacents
|               | Comté d'Angelina |                 |
| Comté de Polk | comté de Tyler   | Comté de Jasper |
|               | Comté de Hardin  |                 |

## Démographie

Pyramide des âges du comté de Tyler (2000).

Lors du recensement de 2010, le comté comptait une population de 21 766 habitants. En 2017, la population est estimée à 21 539 habitants,.